# Hitte
Hitte (okzitanisch Hita) ist eine französische Gemeinde mit 137 Einwohnern (Stand: 1. Januar 2022) im Département Hautes-Pyrénées in der Region Okzitanien (bis 2015 Midi-Pyrénées). Sie gehört zum Arrondissement Tarbes und zum Gemeindeverband Haute-Bigorre. Die Bewohner werden Hittois genannt.

## Geografie
Die Gemeinde Hitte liegt im Norden der Landschaft Bigorre im Vorland der Pyrenäen, etwa 15 Kilometer südöstlich der Départements-Hauptstadt Tarbes und 32 Kilometer ostnordöstlich von Lourdes. Das 2,91 km² umfassende Gemeindegebiet wird im Westen vom Fluss Arrêt-Darré begrenzt. Umgeben wird Hitte von den Nachbargemeinden Oueilloux im Nordosten, Luc im Osten, Orignac im Süden, Vielle-Adour im Südwesten, Bernac-Dessus im Westen sowie Barbazan-Dessus und Fréchou-Fréchet im Nordwesten.

## Ortsname
Im 14. Jahrhundert erschien der Ortsname erstmals als De Fita (1300, 1313 und 1379 in lateinischer und gaskognischer Sprache). 1429 tauchen die Variationen Fite, Lafite und Fita auf. Im späten 18. Jahrhundert wird der Ort auf einer Cassini-Karte Hitte genannt. Zur Zeit der Gemeindegründungen 1793 hieß der Ort für eine kurze Zeit bis 1801 Hille. Seither gilt die bis heute gebräuchliche Schreibweise Hitte.

## Bevölkerungsentwicklung
| Jahr      | 1962 | 1968 | 1975 | 1982 | 1990 | 1999 | 2011 | 2021 |
| Einwohner | 106  | 104  | 111  | 131  | 134  | 125  | 165  | 146  |

Im Jahr 1836 wurde mit 234 Bewohnern die bisher höchste Einwohnerzahl ermittelt. Die Zahlen basieren auf den Daten von cassini.ehess und INSEE.

## Sehenswürdigkeiten

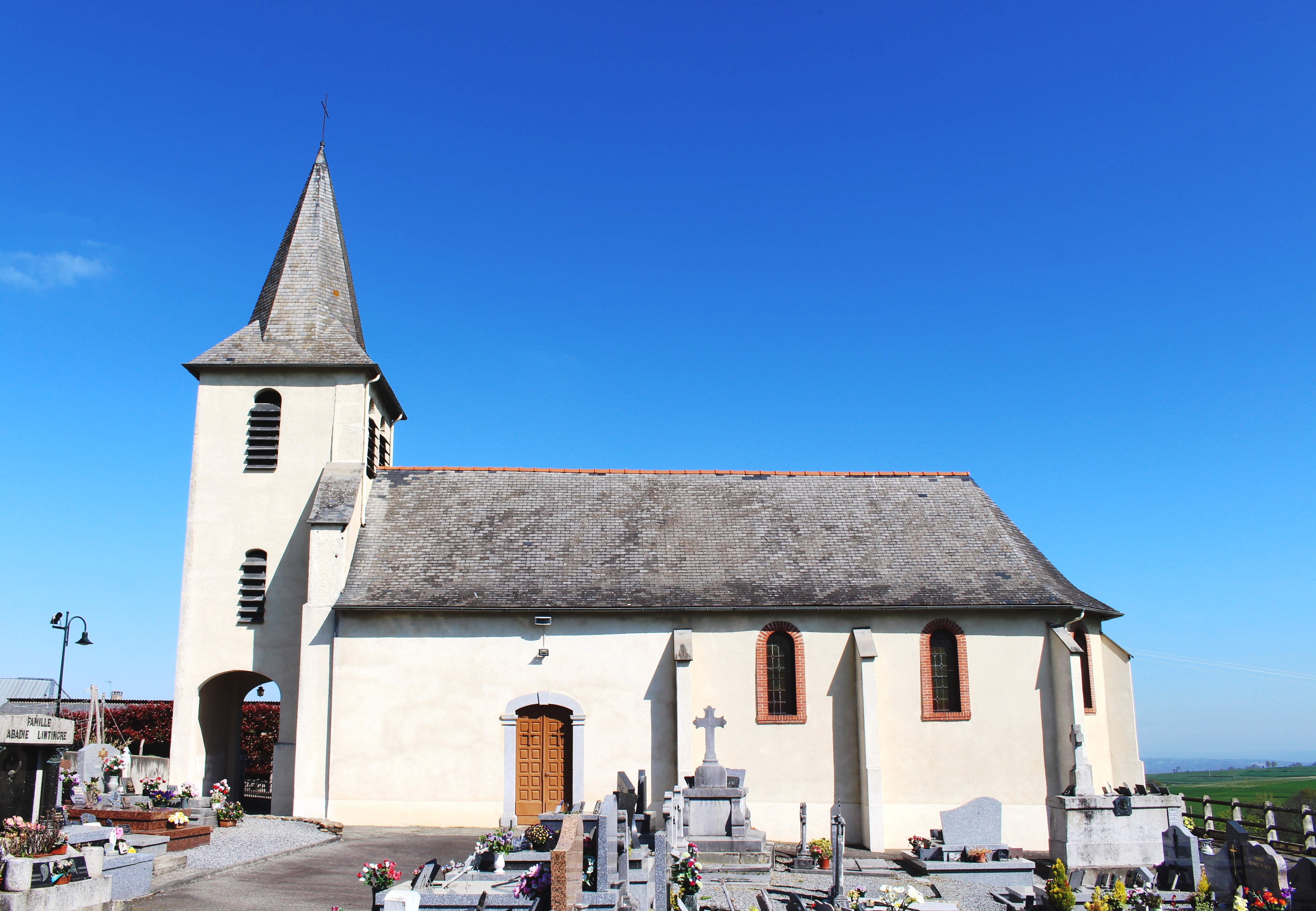
Kirche Saint-Martin
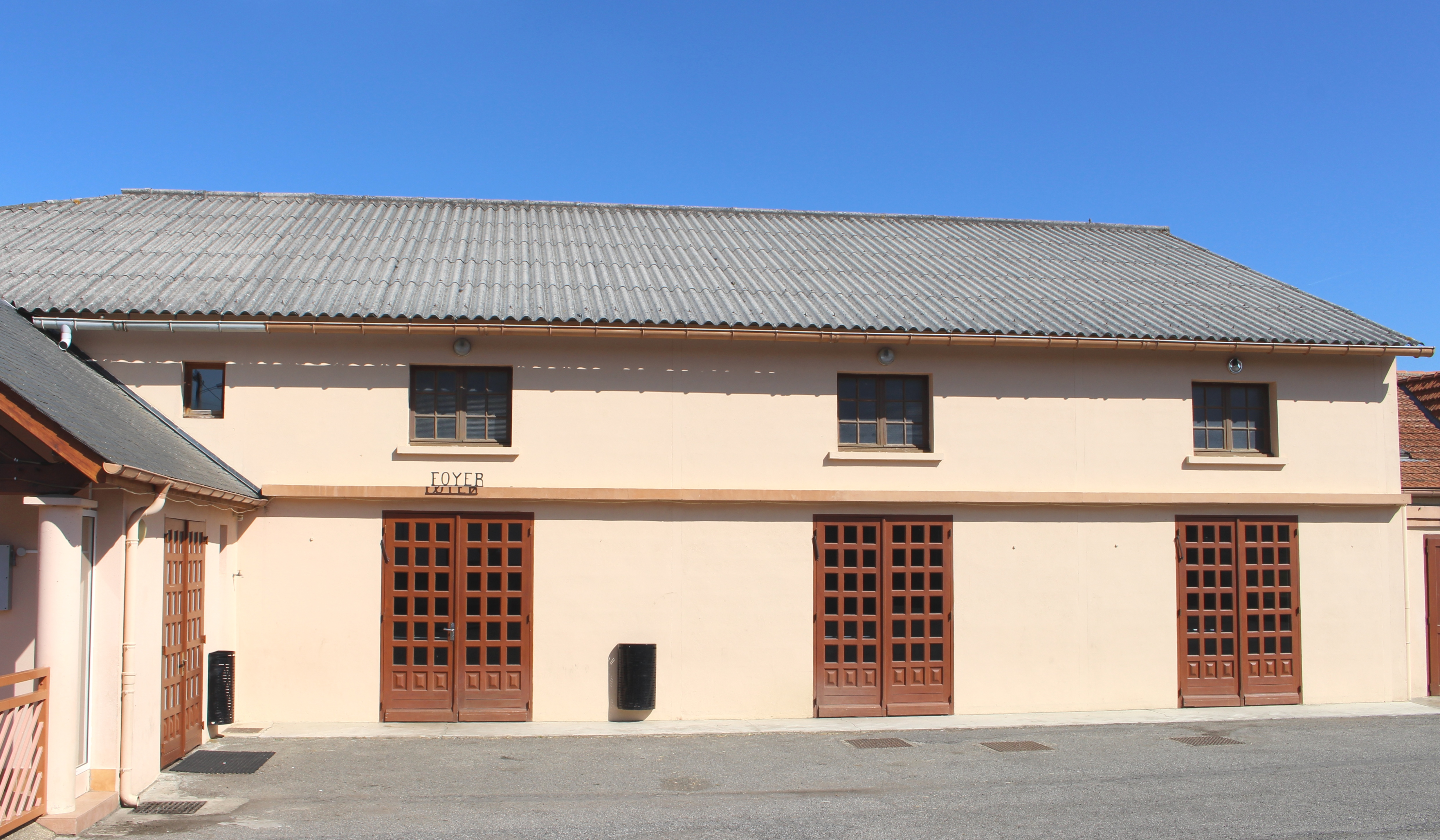
Gemeindehaus mit Festsaal
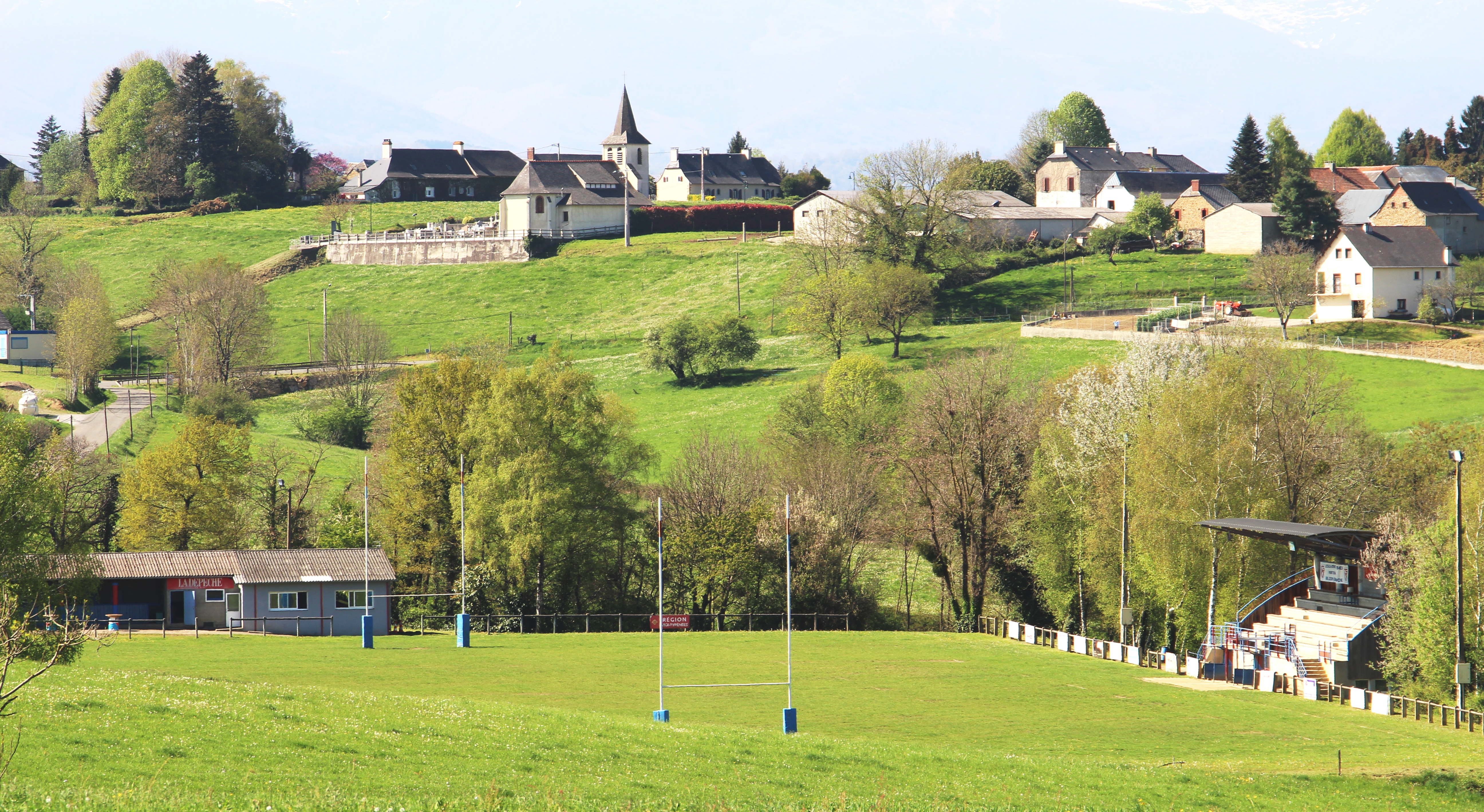
Rugbystadion

- mehrere Flurkreuze

- Kirche Saint-Martin
- Gemeindehaus mit Festsaal
- Rugbystadion

## Wirtschaft und Infrastruktur
Hitte ist bäuerlich geprägt. In der Gemeinde sind 15 Landwirtschaftsbetriebe ansässig (Getreideanbau, Schaf-, Ziegen- und Rinderzucht, Milchviehhaltung).
Die Gemeinde Hitte ist verkehrstechnisch gut erschlossen. Im zehn Kilometer entfernten Tournay bestehen Anschlüsse an das Fernstraßennetz und die Autoroute A64. In Tournay befindet sich auch der nächstgelegene Bahnhof – an der Bahnstrecke Toulouse–Bayonne.

## Belege
1. ↑  Hitte in den Archives départementales des Hautes-Pyrénées (französisch)
2. ↑  Ortsname auf cassini.ehess.fr (französisch)
3. ↑  Hitte auf cassini.ehess
4. ↑  Hitte auf INSEE
5. ↑  Landwirtschaftsbetriebe auf annuaire-mairie.fr (französisch)